# Bátmonostor
Bátmonostor é um município da Hungria, situado no condado de Bács-Kiskun. Tem 37,95 km² de área e sua população em 2015 foi estimada em 1.473 habitantes.